# Régine Chassagne
Pour les articles homonymes, voir Chassagne.

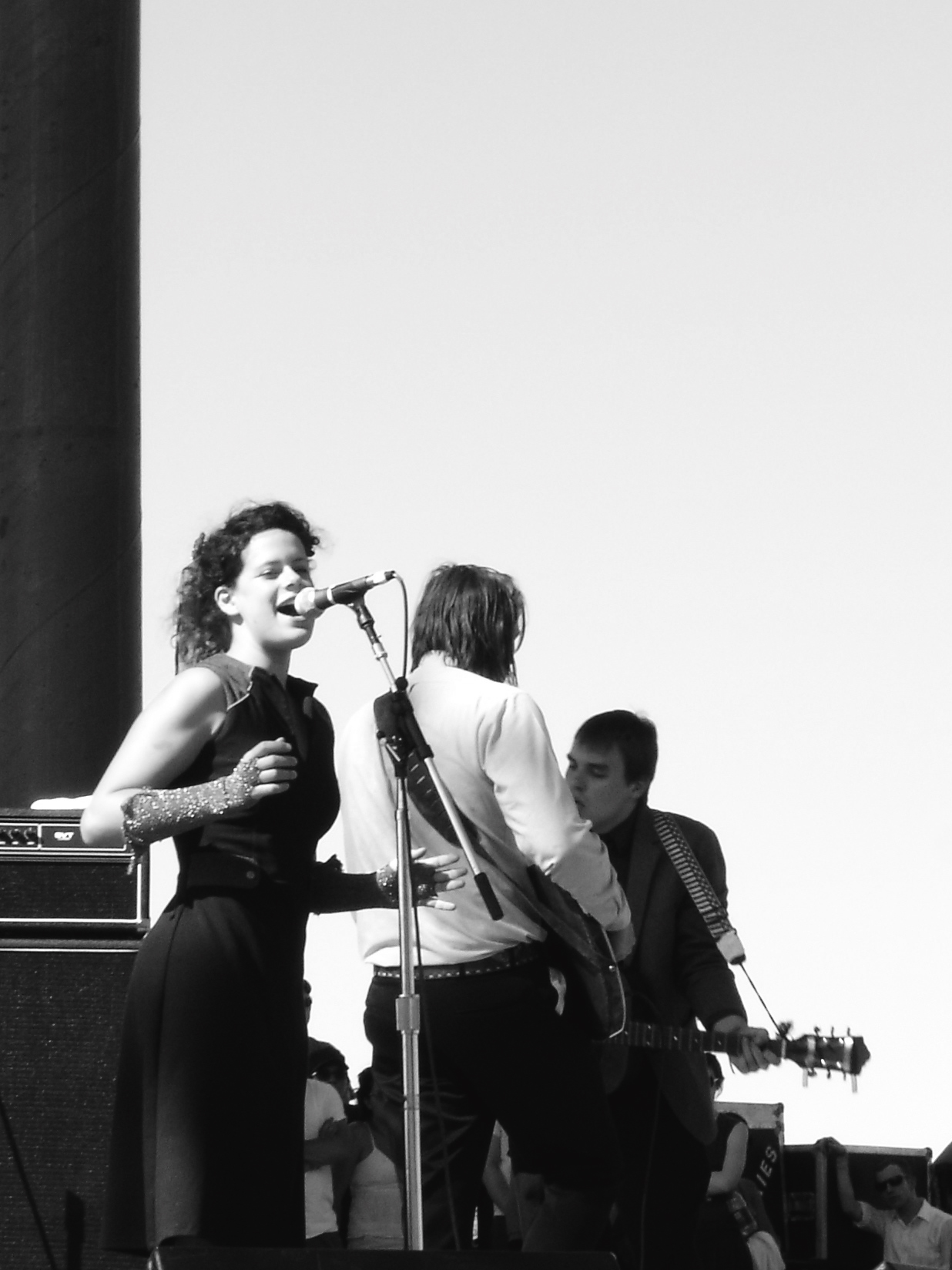
Au Sasquatch! Music Festival en 2005.

Régine Alexandra Chassagne est une musicienne, multi-instrumentiste et chanteuse canadienne, dont la famille, originaire d'Haïti, s'est installée à Montréal. Elle est la cofondatrice (avec son mari Win Butler) du groupe de rock Arcade Fire.

## Biographie
Régine Chassagne est née au Québec le 19 août 1976 d'une famille originaire d'Haïti et de souche française. Elle a grandi à Saint-Lambert, près de Montréal.
Ses parents avaient quitté Haïti pour fuir le régime du dictateur François Duvalier (« Papa Doc »). Ils ont d'abord émigré à Chicago, puis New York, avant de rejoindre une sœur au Québec.
Régine Chassagne a appris le chant, et le jeu de plusieurs instruments : piano, guitare, accordéon, mandoline, flûte, xylophone, harmonica, etc. Elle a ensuite obtenu son B.A. en communication en 1998, à l'université Concordia. Puis elle entreprit de compléter ses connaissances à l'université McGill quelque temps, pour y apprendre le chant de jazz et elle a, simultanément, chanté dans des groupes associatifs de musique ancienne (Les jongleurs de la mandragore) et de jazz latin-salsa (Azúcar, en compagnie de Steve McKnight).
Elle a rencontré Win Butler, un étudiant texan qui venait d'arriver à l'université McGill, lors d'un vernissage, en 2000. Win Butler cherchait alors les membres qui lui permettraient de constituer le groupe Arcade Fire. Il lui a proposé de rejoindre son groupe, qui, après plusieurs remaniements, s'est d'abord vu réduit au couple en devenir, avant de se remettre en route avec une nouvelle formation.
Ils ont alors commencé à écrire les chansons du groupe ensemble, avant d'adopter un fonctionnement plus communautaire. Ils se sont mariés en août 2003.
Multi-instrumentiste sur scène, Régine Chassagne (accordéon, batterie et percussions, xylophone, vielle à roue, claviers), lance aussi volontiers les solos d'autres membres de la « tribu », placée entre son mari et la violoniste Sarah Neufeld.
Plus récemment Régine Chassagne s'est mise à jouer occasionnellement de la batterie dans le groupe, entretenant ainsi son image de multi-instrumentiste. Elle est d'ailleurs considérée par beaucoup comme le personnage central de Arcade Fire : lors de certains concerts, une caméra est chargée de la filmer en permanence et la vidéo apparaît en format géant sur le pan vertical de la scène, derrière les musiciens.
Elle fonde avec son amie Dominique Anglade la fondation KANPE (la fondation vient en aide à des familles pauvres en Haïti) qu'elle lance le 12 juin 2010, 6 mois exactement après le tremblement de terre d'Haïti.
Le 21 avril 2013, Régine Chassagne donne naissance au premier enfant (un garçon) du couple qu'elle forme avec Win Butler.

### Anecdotes
- La chanson Haïti de l'album Funeral parle de sa famille. Régine a dit à ce propos :

« Il y a beaucoup de gens dans ma famille qui sont morts en Haïti. Ma mère me racontait qu'un jour, enfant, elle était partie au marché, et que quand elle est rentrée chez elle, tout le monde avait été tué, les voisins, la famille, les amis, plein de gens de son âge aussi. Elle est partie avec juste un petit sac. Au Québec, à Noël, il y a toujours des réunions de famille avec quinze cousins, des oncles et des tantes, de vraies familles. Ma famille à moi est un peu éparpillée, et beaucoup sont morts. Si ces gens-là avaient survécu, j'aurais plein de cousins, de vraies réunions de familles. Je voulais aussi exprimer l'idée que si tu tues quelqu'un, tu tues aussi sa possible descendance, toute une dynastie, et les relations que ces personnes peuvent avoir. C'est beaucoup plus qu'une seule personne. »

- Régine Chassagne et Win Butler ont participé en 2005 à une action caritative de l'UNICEF, Do They Know It's Hallowe'en? (en) (« Savent-ils que c'est Halloween ? »).
- Ils ont acheté en 2006, et revendu quelques années plus tard, une église à Farnham, en Montérégie (Québec), qu'ils ont transformée en studio d'enregistrement pour le groupe.

## Prix et Distinctions
- 2016 : Docteur honoris causa de l'Université Concordia  à Montréal[8]
- 2017 - Compagne de l'Ordre des arts et des lettres du Québec